# Покачівський міський округ
Покачі́вський міський округ (рос. Покачевский городской округ) — адміністративна одиниця Ханти-Мансійського автономного округу Російської Федерації.
Адміністративний центр та єдиний населений пункт — місто Покачі.

## Населення
Населення міського округу становить 17874 особи (2018; 17171 у 2010, 17017 у 2002).